# Friedrich List
Georg Friedrich List (Reutlingen, Württemberg, 6 de agosto de 1789 — Kufstein, Tirol, 30 de novembro de 1846) foi um economista, partidário do proteccionismo, matéria sobre a qual teorizou. Até meados do século XX a sua obra era a mais traduzida de qualquer economista alemão com excepção de Karl Marx.

## Biografia
De acordo com o seu pensamento económico, as empresas nacionais não se poderiam desenvolver se o mercado já estivesse ocupado por empresas de países estrangeiros economicamente mais avançados. Nessas circunstâncias justificava-se um proteccionismo educador, tendo por objectivo proteger temporariamente o mercado nacional para assegurar a consolidação das indústrias nacionais para que a médio prazo pudessem concorrer com sucesso num ambiente de livre concorrência que não se transformasse rapidamente num sistema de sentido único pelo esmagamento das indústrias do território economicamente menos desenvolvido.
Esta teoria tem larga aplicação nos países em via de desenvolvimento, tendo sido recentemente utilizada por numerosos países da Ásia, nomeadamente os chamados dragões económicos, ou tigres asiáticos. Anteriormente foi também muito utilizada pelos Estados europeus e pelos Estados Unidos da América. Apesar de toda a retórica em torno da globalização e do livre-comércio, mesmo os Estados mais avançados ainda recorrem a medidas de protecionismo selectivo nos setores considerados ‘’estratégicos’’ que se enquadram no pensamento de List.
Não desejando continuar a carreira do pai, acabou partindo para o serviço público, e já em 1816 havia chegado ao posto de subsecretário ministerial. Em 1817 se tornou professor de administração e política na Universidade de Tübingen, tendo que renunciar em 1819 por desentendimentos políticos.
Como deputado na câmara de Württemberg, defendeu avidamente a Reforma Administrativa. Foi expulso da câmara em 1822 e sentenciado a dez meses de prisão com trabalhos forçados na fortaleza de Asperg. Fugiu para a Alsácia, e depois de percorrer a França e a Inglaterra regressou em 1824 para terminar sua sentença, sendo liberado ao prometer emigrar para os Estados Unidos, onde viveu de 1825 a 1832, inicialmente como agricultor, dedicando-se mais tarde ao jornalismo.
Foi nos Estados Unidos onde obteve inspiração, principalmente a partir do Relatório sobre as Manufaturas de Alexander Hamilton, que o levou a economia e à sua visão de "Sistema Nacional", posteriormente posta em prática no chamado Sistema Americano de Henry Clay. Ficou rico por conta do descobrimento de carvão em terras que havia adquirido, e foi cónsul dos Estados Unidos em Leipzig em 1832. Defendeu com firmeza a extensão do sistema de ferrovias na Alemanha e foi um dos inspiradores da criação da União Aduaneira dos Estados Alemães de 1834 (Zollverein), que abrangeu a maior parte das entidades políticas que formaram a Alemanha unificada.
Em 1841 lhe ofereceram o posto de editor do Rheinische Zeitung, um novo jornal de Colônia. "Mas declarou que problemas de saúde lhe impediram de aceitar o posto - que acabou sendo assumido por Karl Marx."
Entretanto, morreu pobre; perdeu muitas de suas propriedades nos Estados Unidos por problemas financeiros. Se suicidou em 30 de novembro de 1846.

## Influências
Foi muito influenciado por Alexander Hamilton e a escola americana baseada nos princípios econômicos de Hamilton, seja pelo pensamento geral do primeiro Secretário do Tesouro dos Estados Unidos, seja por sua rejeição àquela doutrina econômico-liberal apoiada em Adam Smith.
Era contra os princípios cosmopolitas e a economia dominante na Europa, ou seja, a doutrina do livre-comércio. Defendia a predominância da ideia nacional e insistia na determinação de cada nação dadas suas circunstâncias particulares e especialmente em favor do seu desenvolvimento, e questionava publicamente a sinceridade da retórica em favor do livre comércio das nações desenvolvidas, Inglaterra em particular: